# Programa de Residencias Artísticas para Creadores de Iberoamérica y de Haití en México
El Programa de Residencias Artísticas para Creadores de Iberoamérica y de Haití en México se creó en 2008 en México para fomentar el intercambio cultural y multidisciplinario, propiciar la formación de redes artísticas, reunir en un mismo espacio a artistas de países distintos y disciplinas heterogéneas e impulsar la producción de 150 proyectos en artes visuales, danza, diseño, letras, medios audiovisuales, música y teatro, que se vinculan, mediante actividades académicas, con la comunidad en donde se lleva a cabo la residencia.
Este programa, dirigido a creadores artísticos de la comunidad iberoamericana y de Haití, surgió a partir de la cooperación entre el Conaculta (el Fondo Nacional para la Cultura y las Artes) y el Centro Nacional de las Artes, la Agencia Española de Cooperación Internacional para el Desarrollo (AECID), a través del Centro Cultural de España en México y la Dirección General de Cooperación Educativa y Cultural de la Secretaría de Relaciones Exteriores.

## Disciplinas
El programa otorga residencias en distintas disciplinas:
- artes visuales: cerámica, escultura, fotografía, grabado, gráfica, medios alternativos (todas las manifestaciones artísticas derivadas del arte conceptual: performances, instalaciones, arte del cuerpo, arte de la tierra, arte de procesos, ambientes acciones), pintura, textil
- letras: cuento, novela, poesía, ensayo creativo
- danza: coreografía
- diseño: gráfico, ilustración, textil
- medios audiovisuales: guion cinematográfico, multimedia, video, cine (en formato digital)
- música: composición
- teatro: dramaturgia, adaptación de obras

## Instituciones participantes

### 2012
El programa incluyó la participación de las siguientes instancias, según las disciplinas:
- la Coordinación Nacional de Literatura del Instituto Nacional de Bellas Artes, con sede en la Casa Leona Vicario (letras)
- el Centro Multimedia del Centro Nacional de las Artes (medios audiovisuales)
- el Centro de Capacitación Cinematográfica (cine digital, teatro y video)
- el Centro Nacional de las Artes de Ensenada del Centro Nacional de las Artes/Instituto de Cultura de Baja California (proyectos de literatura y fotografía acerca de la cultura de la frontera o de los fenómenos migratorios)
- el Centro Mexicano para la Música y las Artes Sonoras y el Conservatorio de las Rosas, ambas del Centro Nacional de las Artes y de la Secretaría de Cultura de Michoacán (música)
- el Centro de las Artes de San Luis Potosí-Centenario del Centro Nacional de las Artes y la Secretaría de Cultura de San Luis Potosí (artes visuales y diseño)

## Publicación de las obras
Las obras generadas en este programa de residencias se publican, exhiben o estrenan, en distintas fechas según la disciplina, en la Muestra de Arte Iberoamericano.